# Deloneura donoensis
Deloneura donoensis är en fjärilsart som beskrevs av Terence Dale Pennington 1953. Deloneura donoensis ingår i släktet Deloneura och familjen juvelvingar. Inga underarter finns listade i Catalogue of Life.